# Badges of Fury
Badges of Fury (cinese tradizionale: 不二神探, cinese semplificato: 不二神探, pinyin: Bù èr shéntàn) è un film del 2013 diretto da Wong Tsz-ming e interpretato da Jet Li e Wen Zhang, alla loro terza collaborazione dopo Ocean Heaven (2010) e The Sorcerer and the White Snake (2011).

## Trama
Hong Kong è sconvolta da una serie di efferati omicidi, le cui vittime vengono trovate con il volto sorridente. Ad indagare sul caso sono il giovane e confusionario detective Wang Buer e il collega veterano Huang Feihong, ispettore prossimo al ritiro. Wang scopre che le vittime sono tutti ex-ragazzi della popolare star del cinema Liu Jinshui e inizialmente sospetta di lei. Ma, riconoscendola innocente, decide di fingersi il suo nuovo fidanzato per trovare il vero assassino.

## Produzione
Il film viene annunciato con il titolo The One Detective durante la 2ª edizione del Beijing International Film Festival nell'aprile 2012. Le riprese iniziano a Hong Kong a luglio 2012.

## Distribuzione
Badges of Fury è uscito nelle sale cinematografiche cinesi il 21 giugno 2013, mentre il 28 giugno è uscito a Hong Kong e in altri paesi asiatici. Il film viene distribuito dalla Easternlight Films. In Italia arriva direct to video a partire dal 31 luglio 2014.